# Juventus Football Club nelle competizioni internazionali

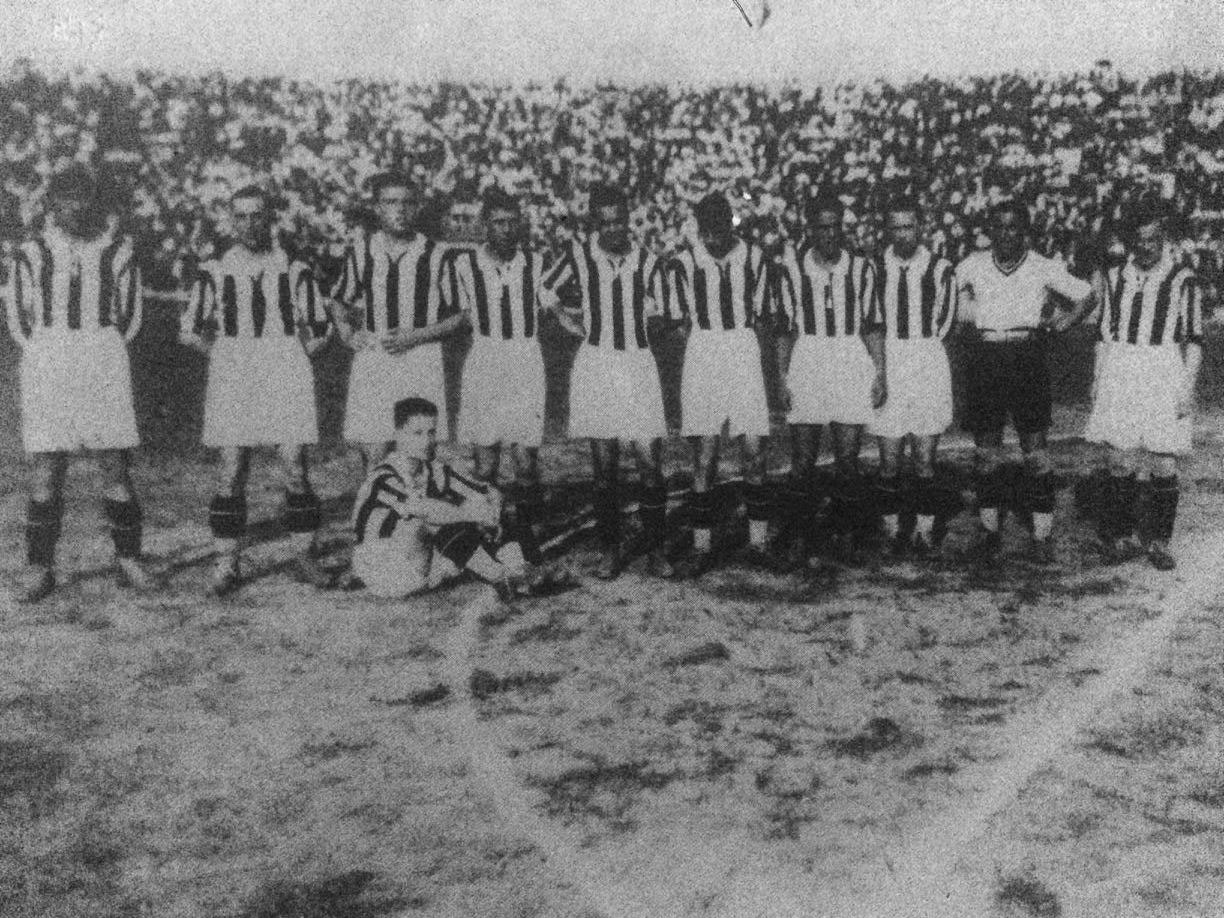
Una formazione della Juventus 1928-29, al debutto nelle competizioni internazionali con la Coppa dell'Europa Centrale

La prima partecipazione della Juventus Football Club nelle competizioni internazionali gestite dalla UEFA risale al 1958. La prima manifestazione internazionale a cui il club prese parte dall'avvento del professionismo in Italia fu la Coppa dell'Europa Centrale, un torneo interfederale dove debuttò nel 1929. Essa ebbe luogo dal 1927 al 1940 e il club raggiunse le semifinali in cinque occasioni. Dal 1938 al 1951, anno in cui arrivò in finale del Torneo Internazionale dei Club Campioni, la Juventus non giocò partite in quell'ambito. A partire dall'istituzione dell'UEFA nel 1954, con la conseguente creazione dei suoi primi tornei ufficiali dall'anno successivo, i bianconeri hanno preso parte a sei delle sette manifestazioni confederali, laureandosi vincitori, almeno una volta, in ognuna di esse e stabilendo un primato a livello mondiale con il trionfo in Coppa Intercontinentale nel 1985. Il primato è stato migliorato con il titolo in Coppa Intertoto UEFA quattordici anni più tardi e rimasto in vigore fino alla disputa della prima finale di UEFA Europa Conference League nel 2022.
Uno dei club più blasonati nello sport, la Juventus è la seconda squadra italiana per titoli vinti nelle competizioni internazionali, la sesta a livello confederale e la dodicesima al mondo, avendo vinto undici trofei ufficiali: due UEFA Champions League (nota in precedenza come Coppa dei Campioni), una Coppa delle Coppe, tre Europa League (nota in precedenza come Coppa UEFA), una Coppa Intertoto UEFA, due Supercoppe UEFA e due Coppe Intercontinentali. È arrivata in finale in altre nove occasioni (sette in Coppa dei Campioni e Champions League, una in Coppa UEFA e una in Coppa Intercontinentale); ed è stata inserita al quarto posto nella classifica storica delle competizioni UEFA, nonché al primo posto nel ranking confederale durante sette stagioni dalla propria introduzione nel 1979, il massimo per una squadra italiana in entrambe le graduatorie. In base a tali risultati, I bianconeri furono riconosciuti come il miglior club italiano e secondo miglior club europeo del XX secolo al termine di una serie di studi pubblicati dalla Federazione Internazionale di Storia e Statistica del Calcio (IFFHS), un organismo riconosciuto dalla FIFA, nel 2009.
La Juventus ha partecipato per 28 stagioni consecutive a diverse manifestazioni UEFA dal 1963 al 1991 (di cui 20 consecutive, dal 1971 al 1991), più di ogni altra formazione italiana, ottenendo sei titoli e raggiungendo la finale undici volte durante il succitato periodo.
Giovanni Trapattoni è l'allenatore che ha vinto più trofei in ambito internazionale (6). Durante il suo primo ciclo sotto la guida del club torinese, a cavallo tra gli anni 1970 e 1980, la Juventus divenne la prima e unica squadra italiana a vincere un torneo internazionale con una rosa composta solo da calciatori nativi del proprio Paese, la prima squadra nella storia del calcio europeo ad aver vinto le tre competizioni stagionali organizzate dall'UEFA, oltreché l'unica a farlo sotto un'unica gestione tecnica, e il primo club europeo a vincere la Coppa Intercontinentale, nel 1985, da quando fu ristrutturata dal comitato composto dalla confederazione europea e la Confederación Sudamericana de Fútbol (CONMEBOL) cinque anni prima. È stata premiata con la speciale Targa UEFA dal presidente dell'UEFA Jacques Georges il 12 luglio 1988 a Ginevra, Svizzera.
Le vittorie con maggior differenza reti della Juventus nelle competizioni UEFA furono quelle sul Lechia Danzica nella Coppa delle Coppe 1983-1984, sul Valur nella Coppa dei Campioni 1986-1987 e sull'Olympiacos nella Champions League 2003-2004, tutte e tre per 7-0. Alessandro Del Piero vanta il record del club di partecipazioni (130) e reti segnate (53).

## Competizioni UEFA e FIFA

### Coppa dei Campioni / UEFA Champions League

#### 1958-1959
| Turno             | Partita              | Risultato |
| ----------------- | -------------------- | --------- |
| Turno preliminare | Juventus - Wiener SC | 3-1       |
| Turno preliminare | Wiener SC - Juventus | 7-0       |

#### 1960-1961
| Turno             | Partita               | Risultato |
| ----------------- | --------------------- | --------- |
| Turno preliminare | Juventus - CDNA Sofia | 2-0       |
| Turno preliminare | CDNA Sofia - Juventus | 4-1       |

#### 1961-1962
| Turno             | Partita                  | Risultato |
| ----------------- | ------------------------ | --------- |
| Turno preliminare | Panathīnaïkos - Juventus | 1-1       |
| Turno preliminare | Juventus - Panathīnaïkos | 2-1       |
| Primo turno       | Partizan - Juventus      | 1-2       |
| Primo turno       | Juventus - Partizan      | 5-0       |
| Quarti di finale  | Juventus - Real Madrid   | 0-1       |
| Quarti di finale  | Real Madrid - Juventus   | 0-1       |
| Quarti di finale  | Juventus - Real Madrid   | 1-3       |

#### 1967-1968
| Turno            | Partita                           | Risultato |
| ---------------- | --------------------------------- | --------- |
| Primo turno      | Olympiacos - Juventus             | 0-0       |
| Primo turno      | Juventus - Olympiacos             | 2-0       |
| Secondo turno    | Juventus - Rapid Bucarest         | 1-0       |
| Secondo turno    | Rapid Bucarest - Juventus         | 0-0       |
| Quarti di finale | Eintracht Braunschweig - Juventus | 3-2       |
| Quarti di finale | Juventus - Eintracht Braunschweig | 1-0       |
| Quarti di finale | Eintracht Braunschweig - Juventus | 0-1       |
| Semifinale       | Benfica - Juventus                | 2-0       |
| Semifinale       | Juventus - Benfica                | 0-1       |

#### 1972-1973

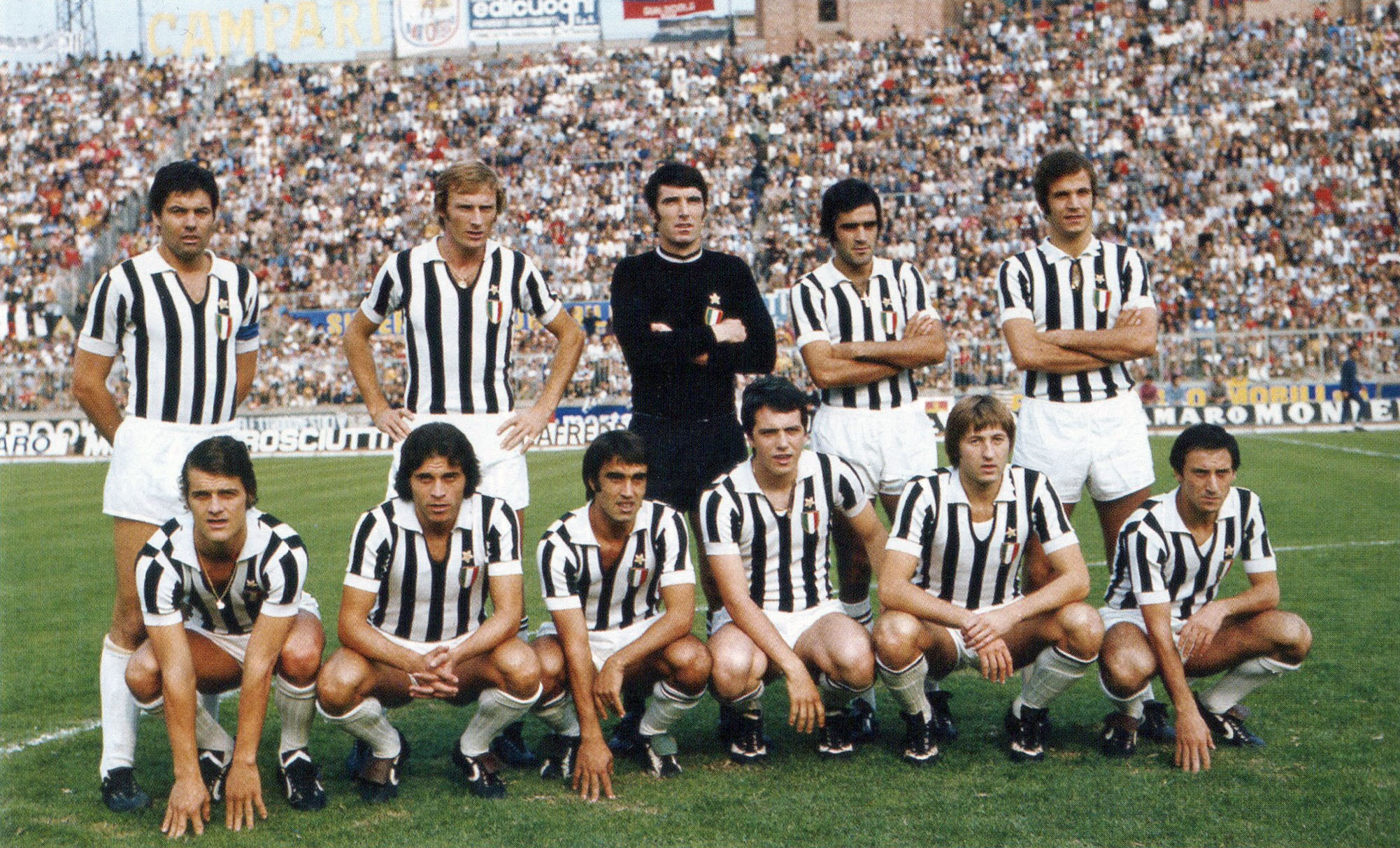
Una formazione della Juventus 1972-73, finalista in Coppa dei Campioni

| Turno            | Partita                        | Risultato |
| ---------------- | ------------------------------ | --------- |
| Primo turno      | Olympique Marsiglia - Juventus | 1-0       |
| Primo turno      | Juventus - Olympique Marsiglia | 3-0       |
| Secondo turno    | Juventus - Magdeburgo          | 1-0       |
| Secondo turno    | Magdeburgo - Juventus          | 0-1       |
| Quarti di finale | Juventus - Újpest              | 0-0       |
| Quarti di finale | Újpest - Juventus              | 2-2       |
| Semifinale       | Juventus - Derby County        | 3-1       |
| Semifinale       | Derby County - Juventus        | 0-0       |
| Finale           | Ajax - Juventus                | 1-0       |

#### 1973-1974
| Turno       | Partita                  | Risultato |
| ----------- | ------------------------ | --------- |
| Primo turno | Dinamo Dresda - Juventus | 2-0       |
| Primo turno | Juventus - Dinamo Dresda | 3-2       |

#### 1975-1976
| Turno         | Partita                        | Risultato |
| ------------- | ------------------------------ | --------- |
| Primo turno   | CSKA Sofia - Juventus          | 2-1       |
| Primo turno   | Juventus - CSKA Sofia          | 2-0       |
| Secondo turno | Borussia M'gladbach - Juventus | 2-0       |
| Secondo turno | Juventus - Borussia M'gladbach | 2-2       |

#### 1977-1978
| Turno            | Partita                | Risultato     |
| ---------------- | ---------------------- | ------------- |
| Primo turno      | Omonia - Juventus      | 0-3           |
| Primo turno      | Juventus - Omonia      | 2-0           |
| Secondo turno    | Glentoran - Juventus   | 0-1           |
| Secondo turno    | Juventus - Glentoran   | 5-0           |
| Quarti di finale | Ajax - Juventus        | 1-1           |
| Quarti di finale | Juventus - Ajax        | 1-1 (3-0 dcr) |
| Semifinale       | Juventus - Club Bruges | 1-0           |
| Semifinale       | Club Bruges - Juventus | 2-0           |

#### 1978-1979
| Turno       | Partita            | Risultato |
| ----------- | ------------------ | --------- |
| Primo turno | Juventus - Rangers | 1-0       |
| Primo turno | Rangers - Juventus | 2-0       |

#### 1981-1982
| Turno         | Partita               | Risultato |
| ------------- | --------------------- | --------- |
| Primo turno   | Celtic - Juventus     | 1-0       |
| Primo turno   | Juventus - Celtic     | 2-0       |
| Secondo turno | Anderlecht - Juventus | 3-1       |
| Secondo turno | Juventus - Anderlecht | 1-1       |

#### 1982-1983

La rosa della Juventus 1982-83, finalista in Coppa dei Campioni.

| Turno            | Partita                   | Risultato |
| ---------------- | ------------------------- | --------- |
| Primo turno      | Hvidovre - Juventus       | 1-4       |
| Primo turno      | Juventus - Hvidovre       | 3-3       |
| Secondo turno    | Standard Liegi - Juventus | 1-1       |
| Secondo turno    | Juventus - Standard Liegi | 2-0       |
| Quarti di finale | Aston Villa - Juventus    | 1-2       |
| Quarti di finale | Juventus - Aston Villa    | 3-1       |
| Semifinale       | Juventus - Widzew Łódź    | 2-0       |
| Semifinale       | Widzew Łódź - Juventus    | 2-2       |
| Finale           | Amburgo - Juventus        | 1-0       |

#### 1984-1985

Una formazione della Juventus 1984-85, vincitrice di Supercoppa UEFA e Coppa dei Campioni

| Turno            | Partita                 | Risultato |
| ---------------- | ----------------------- | --------- |
| Primo turno      | Tampere Utd - Juventus  | 0-4       |
| Primo turno      | Juventus - Tampere Utd  | 2-1       |
| Secondo turno    | Juventus - Grasshoppers | 2-0       |
| Secondo turno    | Grasshoppers - Juventus | 2-4       |
| Quarti di finale | Juventus - Sparta Praga | 3-0       |
| Quarti di finale | Sparta Praga - Juventus | 1-0       |
| Semifinale       | Juventus - Bordeaux     | 3-0       |
| Semifinale       | Bordeaux - Juventus     | 2-0       |
| Finale           | Juventus - Liverpool    | 1-0       |

#### 1985-1986
| Turno            | Partita                  | Risultato |
| ---------------- | ------------------------ | --------- |
| Primo turno      | Jeunesse Esch - Juventus | 0-5       |
| Primo turno      | Juventus - Jeunesse Esch | 4-1       |
| Secondo turno    | Verona - Juventus        | 0-0       |
| Secondo turno    | Juventus - Verona        | 2-0       |
| Quarti di finale | Barcellona - Juventus    | 1-0       |
| Quarti di finale | Juventus - Barcellona    | 1-1       |

#### 1986-1987
| Turno         | Partita                | Risultato     |
| ------------- | ---------------------- | ------------- |
| Primo turno   | Juventus - Valur       | 7-0           |
| Primo turno   | Valur - Juventus       | 0-4           |
| Secondo turno | Real Madrid - Juventus | 1-0           |
| Secondo turno | Juventus - Real Madrid | 1-0 (1-3 dcr) |

#### 1995-1996

La rosa della Juventus 1995-96, vincitrice della UEFA Champions League

| Turno            | Partita                      | Risultato     |
| ---------------- | ---------------------------- | ------------- |
| Fase a gironi    | Borussia Dortmund - Juventus | 1-3           |
| Fase a gironi    | Juventus - Steaua Bucarest   | 3-0           |
| Fase a gironi    | Juventus - Rangers           | 4-1           |
| Fase a gironi    | Rangers - Juventus           | 0-4           |
| Fase a gironi    | Juventus - Borussia Dortmund | 1-2           |
| Fase a gironi    | Steaua Bucarest - Juventus   | 0-0           |
| Quarti di finale | Real Madrid - Juventus       | 1-0           |
| Quarti di finale | Juventus - Real Madrid       | 2-0           |
| Semifinale       | Juventus - Nantes-Atlantique | 2-0           |
| Semifinale       | Nantes-Atlantique - Juventus | 3-2           |
| Finale           | Ajax - Juventus              | 1-1 (2-4 dcr) |

#### 1996-1997

Una formazione della Juventus 1996-97, vincitrice di Supercoppa UEFA e Coppa Intercontinentale, e finalista in UEFA Champions League

| Turno            | Partita                      | Risultato |
| ---------------- | ---------------------------- | --------- |
| Fase a gironi    | Juventus - Manchester Utd    | 1-0       |
| Fase a gironi    | Fenerbahçe - Juventus        | 0-1       |
| Fase a gironi    | Rapid Vienna - Juventus      | 1-1       |
| Fase a gironi    | Juventus - Rapid Vienna      | 5-0       |
| Fase a gironi    | Manchester Utd - Juventus    | 0-1       |
| Fase a gironi    | Juventus - Fenerbahçe        | 2-0       |
| Quarti di finale | Rosenborg - Juventus         | 1-1       |
| Quarti di finale | Juventus - Rosenborg         | 2-0       |
| Semifinale       | Ajax - Juventus              | 1-2       |
| Semifinale       | Juventus - Ajax              | 4-1       |
| Finale           | Borussia Dortmund - Juventus | 3-1       |

#### 1997-1998

Una formazione della Juventus 1997-98, finalista in UEFA Champions League

| Turno            | Partita                   | Risultato |
| ---------------- | ------------------------- | --------- |
| Fase a gironi    | Juventus - Feyenoord      | 5-1       |
| Fase a gironi    | Manchester Utd - Juventus | 3-2       |
| Fase a gironi    | VSS Košice - Juventus     | 0-1       |
| Fase a gironi    | Juventus - VSS Košice     | 3-2       |
| Fase a gironi    | Feyenoord - Juventus      | 2-0       |
| Fase a gironi    | Juventus - Manchester Utd | 1-0       |
| Quarti di finale | Juventus - Dinamo Kiev    | 1-1       |
| Quarti di finale | Dinamo Kiev - Juventus    | 1-4       |
| Semifinale       | Juventus - Monaco         | 4-1       |
| Semifinale       | Monaco - Juventus         | 3-2       |
| Finale           | Juventus - Real Madrid    | 0-1       |

#### 1998-1999
| Turno            | Partita                    | Risultato |
| ---------------- | -------------------------- | --------- |
| Fase a gironi    | Juventus - Galatasaray     | 2-2       |
| Fase a gironi    | Rosenborg - Juventus       | 1-1       |
| Fase a gironi    | Athletic Bilbao - Juventus | 0-0       |
| Fase a gironi    | Juventus - Athletic Bilbao | 1-1       |
| Fase a gironi    | Galatasaray - Juventus     | 1-1       |
| Fase a gironi    | Juventus - Rosenborg       | 2-0       |
| Quarti di finale | Juventus - Olympiacos      | 2-1       |
| Quarti di finale | Olympiacos - Juventus      | 1-1       |
| Semifinale       | Manchester Utd - Juventus  | 1-1       |
| Semifinale       | Juventus - Manchester Utd  | 2-3       |

#### 2000-2001
| Turno               | Partita                        | Risultato |
| ------------------- | ------------------------------ | --------- |
| Prima fase a gironi | Amburgo - Juventus             | 4-4       |
| Prima fase a gironi | Juventus - Panathīnaïkos       | 2-1       |
| Prima fase a gironi | Juventus - Deportivo La Coruña | 0-0       |
| Prima fase a gironi | Deportivo La Coruña - Juventus | 1-1       |
| Prima fase a gironi | Juventus - Amburgo             | 1-3       |
| Prima fase a gironi | Panathīnaïkos - Juventus       | 3-1       |

#### 2001-2002
| Turno                 | Partita                        | Risultato |
| --------------------- | ------------------------------ | --------- |
| Prima fase a gironi   | Juventus - Celtic              | 3-2       |
| Prima fase a gironi   | Rosenborg - Juventus           | 1-1       |
| Prima fase a gironi   | Porto - Juventus               | 0-0       |
| Prima fase a gironi   | Juventus - Porto               | 3-1       |
| Prima fase a gironi   | Celtic - Juventus              | 4-3       |
| Prima fase a gironi   | Juventus - Rosenborg           | 1-0       |
| Seconda fase a gironi | Juventus - Bayer Leverkusen    | 4-0       |
| Seconda fase a gironi | Arsenal - Juventus             | 3-1       |
| Seconda fase a gironi | Juventus - Deportivo La Coruña | 0-0       |
| Seconda fase a gironi | Deportivo La Coruña - Juventus | 2-0       |
| Seconda fase a gironi | Bayer Leverkusen - Juventus    | 3-1       |
| Seconda fase a gironi | Juventus - Arsenal             | 1-0       |

#### 2002-2003
| Turno                 | Partita                        | Risultato     |
| --------------------- | ------------------------------ | ------------- |
| Prima fase a gironi   | Feyenoord - Juventus           | 1-1           |
| Prima fase a gironi   | Juventus - Dinamo Kiev         | 5-0           |
| Prima fase a gironi   | Juventus - Newcastle Utd       | 2-0           |
| Prima fase a gironi   | Newcastle Utd - Juventus       | 1-0           |
| Prima fase a gironi   | Juventus - Feyenoord           | 2-0           |
| Prima fase a gironi   | Dinamo Kiev - Juventus         | 1-2           |
| Seconda fase a gironi | Deportivo La Coruña - Juventus | 2-2           |
| Seconda fase a gironi | Juventus - Basilea             | 4-0           |
| Seconda fase a gironi | Manchester Utd - Juventus      | 2-1           |
| Seconda fase a gironi | Juventus - Manchester Utd      | 0-3           |
| Seconda fase a gironi | Juventus - Deportivo La Coruña | 3-2           |
| Seconda fase a gironi | Basilea - Juventus             | 2-1           |
| Quarti di finale      | Juventus - Barcellona          | 1-1           |
| Quarti di finale      | Barcellona - Juventus          | 1-2           |
| Semifinale            | Real Madrid - Juventus         | 2-1           |
| Semifinale            | Juventus - Real Madrid         | 3-1           |
| Finale                | Juventus - Milan               | 0-0 (2-3 dcr) |

#### 2003-2004
| Turno            | Partita                        | Risultato |
| ---------------- | ------------------------------ | --------- |
| Fase a gironi    | Juventus - Galatasaray         | 2-1       |
| Fase a gironi    | Olympiacos - Juventus          | 1-2       |
| Fase a gironi    | Juventus - Real Sociedad       | 4-2       |
| Fase a gironi    | Real Sociedad - Juventus       | 0-0       |
| Fase a gironi    | Galatasaray - Juventus         | 2-0       |
| Fase a gironi    | Juventus - Olympiacos          | 7-0       |
| Ottavi di finale | Deportivo La Coruña - Juventus | 1-0       |
| Ottavi di finale | Juventus - Deportivo La Coruña | 0-1       |

#### 2004-2005
| Turno                   | Partita                     | Risultato |
| ----------------------- | --------------------------- | --------- |
| Terzo turno preliminare | Juventus - Djurgården       | 2-2       |
| Terzo turno preliminare | Djurgården - Juventus       | 1-4       |
| Fase a gironi           | Ajax - Juventus             | 0-1       |
| Fase a gironi           | Juventus - Maccabi Tel Aviv | 1-0       |
| Fase a gironi           | Juventus - Bayern Monaco    | 1-0       |
| Fase a gironi           | Bayern Monaco - Juventus    | 0-1       |
| Fase a gironi           | Juventus - Ajax             | 1-0       |
| Fase a gironi           | Juventus - Maccabi Tel Aviv | 1-1       |
| Ottavi di finale        | Real Madrid - Juventus      | 1-0       |
| Ottavi di finale        | Juventus - Real Madrid      | 2-0 (dts) |
| Quarti di finale        | Liverpool - Juventus        | 2-1       |
| Quarti di finale        | Juventus - Liverpool        | 0-0       |

#### 2005-2006
| Turno            | Partita                  | Risultato |
| ---------------- | ------------------------ | --------- |
| Fase a gironi    | Club Bruges - Juventus   | 1-2       |
| Fase a gironi    | Juventus - Rapid Vienna  | 3-0       |
| Fase a gironi    | Bayern Monaco - Juventus | 2-1       |
| Fase a gironi    | Juventus - Bayern Monaco | 2-1       |
| Fase a gironi    | Juventus - Club Bruges   | 1-0       |
| Fase a gironi    | Rapid Vienna - Juventus  | 1-3       |
| Ottavi di finale | Werder Brema - Juventus  | 3-2       |
| Ottavi di finale | Juventus - Werder Brema  | 2-1       |
| Quarti di finale | Arsenal - Juventus       | 2-0       |
| Quarti di finale | Juventus - Arsenal       | 0-0       |

#### 2008-2009
| Turno                   | Partita                          | Risultato |
| ----------------------- | -------------------------------- | --------- |
| Terzo turno preliminare | Juventus - Artmedia Petržalka    | 4-0       |
| Terzo turno preliminare | Artmedia Petržalka - Juventus    | 1-1       |
| Fase a gironi           | Juventus - Zenit San Pietroburgo | 1-0       |
| Fase a gironi           | BATĖ Borisov - Juventus          | 2-2       |
| Fase a gironi           | Juventus - Real Madrid           | 2-1       |
| Fase a gironi           | Real Madrid - Juventus           | 0-2       |
| Fase a gironi           | Zenit San Pietroburgo - Juventus | 0-0       |
| Fase a gironi           | Juventus - BATĖ Borisov          | 0-0       |
| Ottavi di finale        | Chelsea - Juventus               | 1-0       |
| Ottavi di finale        | Juventus - Chelsea               | 2-2       |

#### 2009-2010
| Turno         | Partita                  | Risultato |
| ------------- | ------------------------ | --------- |
| Fase a gironi | Juventus - Bordeaux      | 1-1       |
| Fase a gironi | Bayern Monaco - Juventus | 0-0       |
| Fase a gironi | Juventus - Maccabi Haifa | 1-0       |
| Fase a gironi | Maccabi Haifa - Juventus | 0-1       |
| Fase a gironi | Bordeaux - Juventus      | 2-0       |
| Fase a gironi | Juventus - Bayern Monaco | 1-4       |

#### 2012-2013
| Turno            | Partita                  | Risultato |
| ---------------- | ------------------------ | --------- |
| Fase a gironi    | Chelsea - Juventus       | 2-2       |
| Fase a gironi    | Juventus - Šachtar       | 1-1       |
| Fase a gironi    | Nordsjælland - Juventus  | 1-1       |
| Fase a gironi    | Juventus - Nordsjælland  | 4-0       |
| Fase a gironi    | Juventus - Chelsea       | 3-0       |
| Fase a gironi    | Šachtar - Juventus       | 0-1       |
| Ottavi di finale | Celtic - Juventus        | 0-3       |
| Ottavi di finale | Juventus - Celtic        | 2-0       |
| Quarti di finale | Bayern Monaco - Juventus | 2-0       |
| Quarti di finale | Juventus - Bayern Monaco | 0-2       |

#### 2013-2014
| Turno         | Partita                | Risultato |
| ------------- | ---------------------- | --------- |
| Fase a gironi | Real Madrid - Juventus | 2-1       |
| Fase a gironi | Juventus - Galatasaray | 2-2       |
| Fase a gironi | Copenaghen - Juventus  | 1-1       |
| Fase a gironi | Juventus - Copenaghen  | 3-1       |
| Fase a gironi | Juventus - Real Madrid | 2-2       |
| Fase a gironi | Galatasaray - Juventus | 1-0       |

#### 2014-2015

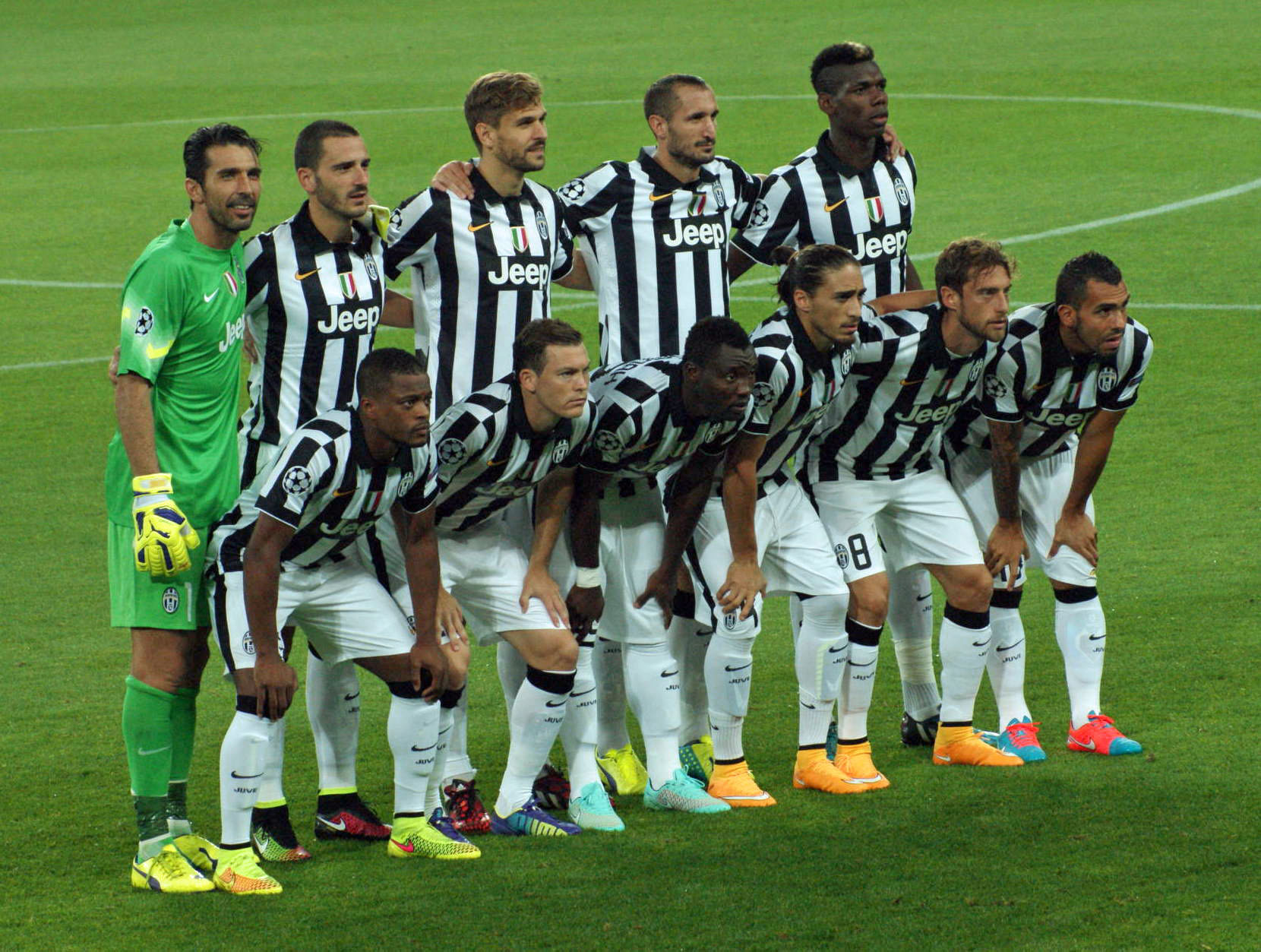
Una formazione della Juventus 2014-15, finalista in UEFA Champions League

| Turno            | Partita                      | Risultato |
| ---------------- | ---------------------------- | --------- |
| Fase a gironi    | Juventus - Malmö FF          | 2-0       |
| Fase a gironi    | Atlético Madrid - Juventus   | 1-0       |
| Fase a gironi    | Olympiacos - Juventus        | 1-0       |
| Fase a gironi    | Juventus - Olympiacos        | 3-2       |
| Fase a gironi    | Malmö FF - Juventus          | 0-2       |
| Fase a gironi    | Juventus - Atlético Madrid   | 0-0       |
| Ottavi di finale | Juventus - Borussia Dortmund | 2-1       |
| Ottavi di finale | Borussia Dortmund - Juventus | 0-3       |
| Quarti di finale | Juventus - Monaco            | 1-0       |
| Quarti di finale | Monaco - Juventus            | 0-0       |
| Semifinale       | Juventus - Real Madrid       | 2-1       |
| Semifinale       | Real Madrid - Juventus       | 1-1       |
| Finale           | Juventus - Barcellona        | 1-3       |

#### 2015-2016
| Turno            | Partita                        | Risultato |
| ---------------- | ------------------------------ | --------- |
| Fase a gironi    | Manchester City - Juventus     | 1-2       |
| Fase a gironi    | Juventus - Siviglia            | 2-0       |
| Fase a gironi    | Juventus - Borussia M'gladbach | 0-0       |
| Fase a gironi    | Borussia M'gladbach - Juventus | 1-1       |
| Fase a gironi    | Juventus - Manchester City     | 1-0       |
| Fase a gironi    | Siviglia - Juventus            | 1-0       |
| Ottavi di finale | Juventus - Bayern Monaco       | 2-2       |
| Ottavi di finale | Bayern Monaco - Juventus       | 4-2 (dts) |

#### 2016-2017

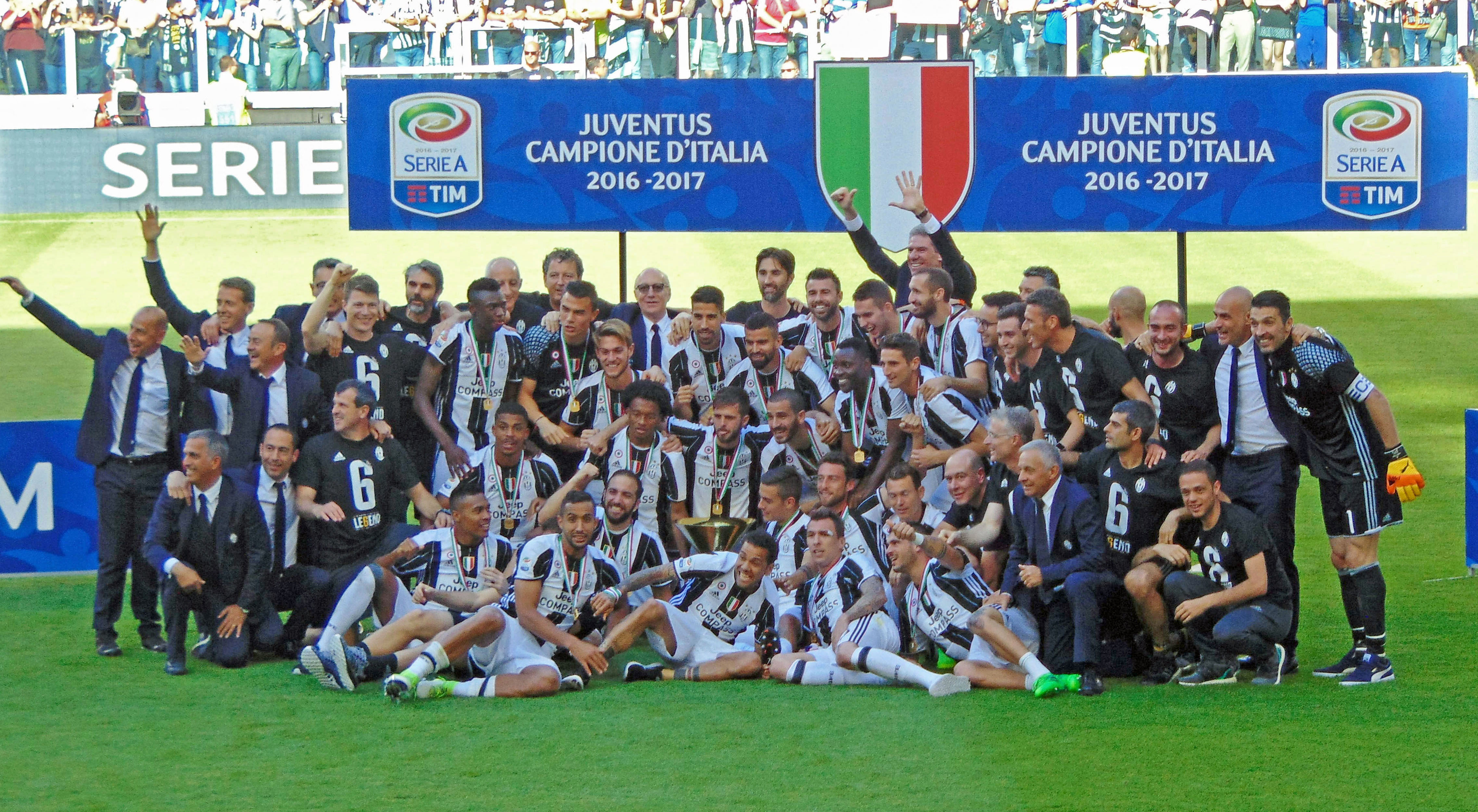
La rosa della Juventus 2016-17, finalista in UEFA Champions League

| Turno            | Partita                    | Risultato |
| ---------------- | -------------------------- | --------- |
| Fase a gironi    | Juventus - Siviglia        | 0-0       |
| Fase a gironi    | Dinamo Zagabria - Juventus | 0-4       |
| Fase a gironi    | Olympique Lione - Juventus | 0-1       |
| Fase a gironi    | Juventus - Olympique Lione | 1-1       |
| Fase a gironi    | Siviglia - Juventus        | 1-3       |
| Fase a gironi    | Juventus - Dinamo Zagabria | 2-0       |
| Ottavi di finale | Porto - Juventus           | 0-2       |
| Ottavi di finale | Juventus - Porto           | 1-0       |
| Quarti di finale | Juventus - Barcellona      | 3-0       |
| Quarti di finale | Barcellona - Juventus      | 0-0       |
| Semifinale       | Monaco - Juventus          | 0-2       |
| Semifinale       | Juventus - Monaco          | 2-1       |
| Finale           | Juventus - Real Madrid     | 1-4       |

#### 2017-2018
| Turno            | Partita                     | Risultato |
| ---------------- | --------------------------- | --------- |
| Fase a gironi    | Barcellona - Juventus       | 3-0       |
| Fase a gironi    | Juventus - Olympiacos       | 2-0       |
| Fase a gironi    | Juventus - Sporting Lisbona | 2-1       |
| Fase a gironi    | Sporting Lisbona - Juventus | 1-1       |
| Fase a gironi    | Juventus - Barcellona       | 0-0       |
| Fase a gironi    | Olympiacos - Juventus       | 0-2       |
| Ottavi di finale | Juventus - Tottenham        | 2-2       |
| Ottavi di finale | Tottenham - Juventus        | 1-2       |
| Quarti di finale | Juventus - Real Madrid      | 0-3       |
| Quarti di finale | Real Madrid - Juventus      | 1-3       |

#### 2018-2019
| Turno            | Partita                    | Risultato |
| ---------------- | -------------------------- | --------- |
| Fase a gironi    | Valencia - Juventus        | 0-2       |
| Fase a gironi    | Juventus - Young Boys      | 3-0       |
| Fase a gironi    | Manchester Utd - Juventus  | 0-1       |
| Fase a gironi    | Juventus - Manchester Utd  | 1-2       |
| Fase a gironi    | Juventus - Valencia        | 1-0       |
| Fase a gironi    | Young Boys - Juventus      | 2-1       |
| Ottavi di finale | Atlético Madrid - Juventus | 2-0       |
| Ottavi di finale | Juventus - Atlético Madrid | 3-0       |
| Quarti di finale | Ajax - Juventus            | 1-1       |
| Quarti di finale | Juventus - Ajax            | 1-2       |

#### 2019-2020
| Turno            | Partita                     | Risultato |
| ---------------- | --------------------------- | --------- |
| Fase a gironi    | Atlético Madrid - Juventus  | 2-2       |
| Fase a gironi    | Juventus - Bayer Leverkusen | 3-0       |
| Fase a gironi    | Juventus - Lokomotiv Mosca  | 2-1       |
| Fase a gironi    | Lokomotiv Mosca - Juventus  | 1-2       |
| Fase a gironi    | Juventus - Atlético Madrid  | 1-0       |
| Fase a gironi    | Bayer Leverkusen - Juventus | 0-2       |
| Ottavi di finale | Olympique Lione - Juventus  | 1-0       |
| Ottavi di finale | Juventus - Olympique Lione  | 2-1       |

#### 2020-2021
| Turno            | Partita                | Risultato |
| ---------------- | ---------------------- | --------- |
| Fase a gironi    | Dinamo Kiev - Juventus | 0-2       |
| Fase a gironi    | Juventus - Barcellona  | 0-2       |
| Fase a gironi    | Ferencváros - Juventus | 1-4       |
| Fase a gironi    | Juventus - Ferencváros | 2-1       |
| Fase a gironi    | Juventus - Dinamo Kiev | 3-0       |
| Fase a gironi    | Barcellona - Juventus  | 0-3       |
| Ottavi di finale | Porto - Juventus       | 2-1       |
| Ottavi di finale | Juventus - Porto       | 3-2 (dts) |

#### 2021-2022
| Turno            | Partita                          | Risultato |
| ---------------- | -------------------------------- | --------- |
| Fase a gironi    | Malmö FF - Juventus              | 0-3       |
| Fase a gironi    | Juventus - Chelsea               | 1-0       |
| Fase a gironi    | Zenit San Pietroburgo - Juventus | 0-1       |
| Fase a gironi    | Juventus - Zenit San Pietroburgo | 4-2       |
| Fase a gironi    | Chelsea - Juventus               | 4-0       |
| Fase a gironi    | Juventus - Malmö FF              | 1-0       |
| Ottavi di finale | Villarreal - Juventus            | 1-1       |
| Ottavi di finale | Juventus - Villarreal            | 0-3       |

#### 2022-2023
| Turno         | Partita                        | Risultato |
| ------------- | ------------------------------ | --------- |
| Fase a gironi | Paris Saint-Germain - Juventus | 2-1       |
| Fase a gironi | Juventus - Benfica             | 1-2       |
| Fase a gironi | Juventus - Maccabi Haifa       | 3-1       |
| Fase a gironi | Maccabi Haifa - Juventus       | 2-0       |
| Fase a gironi | Benfica - Juventus             | 4-3       |
| Fase a gironi | Juventus - Paris Saint-Germain | 1-2       |

#### 2024-2025
| Turno                                      | Partita                    | Risultato |
| ------------------------------------------ | -------------------------- | --------- |
| Fase campionato                            | Juventus - PSV             | 3-1       |
| Fase campionato                            | RB Lipsia - Juventus       | 2-3       |
| Fase campionato                            | Juventus - Stoccarda       | 0-1       |
| Fase campionato                            | Lilla - Juventus           | 1-1       |
| Fase campionato                            | Aston Villa - Juventus     | 0-0       |
| Fase campionato                            | Juventus - Manchester City | 2-0       |
| Fase campionato                            | Club Bruges - Juventus     | 0-0       |
| Fase campionato                            | Juventus - Benfica         | 0-2       |
| Spareggi della fase a eliminazione diretta | Juventus - PSV             | 2-1       |
| Spareggi della fase a eliminazione diretta | PSV - Juventus             | 3-1 (dts) |

### Coppa delle Coppe UEFA

#### 1965-1966
| Turno       | Partita              | Risultato |
| ----------- | -------------------- | --------- |
| Primo turno | Juventus - Liverpool | 1-0       |
| Primo turno | Liverpool - Juventus | 2-0       |

#### 1979-1980
| Turno            | Partita             | Risultato |
| ---------------- | ------------------- | --------- |
| Primo turno      | Juventus - Rába ETO | 2-0       |
| Primo turno      | Rába ETO - Juventus | 2-1       |
| Secondo turno    | Beroe - Juventus    | 1-0       |
| Secondo turno    | Juventus - Beroe    | 3-0       |
| Quarti di finale | Rijeka - Juventus   | 0-0       |
| Quarti di finale | Juventus - Rijeka   | 2-0       |
| Semifinale       | Arsenal - Juventus  | 1-1       |
| Semifinale       | Juventus - Arsenal  | 0-1       |

#### 1983-1984

Una formazione della Juventus 1983-84, vincitrice della Coppa delle Coppe UEFA

| Turno            | Partita                        | Risultato |
| ---------------- | ------------------------------ | --------- |
| Primo turno      | Juventus - Lechia Danzica      | 7-0       |
| Primo turno      | Lechia Danzica - Juventus      | 2-3       |
| Secondo turno    | Paris Saint-Germain - Juventus | 2-2       |
| Secondo turno    | Juventus - Paris Saint-Germain | 0-0       |
| Quarti di finale | Haka - Juventus                | 0-1       |
| Quarti di finale | Juventus - Haka                | 1-0       |
| Semifinale       | Manchester Utd - Juventus      | 1-1       |
| Semifinale       | Juventus - Manchester Utd      | 2-1       |
| Finale           | Juventus - Porto               | 2-1       |

#### 1990-1991
| Turno            | Partita                   | Risultato |
| ---------------- | ------------------------- | --------- |
| Primo turno      | Sliven - Juventus         | 0-2       |
| Primo turno      | Juventus - Sliven         | 6-1       |
| Secondo turno    | Austria Vienna - Juventus | 0-4       |
| Secondo turno    | Juventus - Austria Vienna | 4-0       |
| Quarti di finale | RFC Liegi - Juventus      | 1-3       |
| Quarti di finale | Juventus - RFC Liegi      | 3-0       |
| Semifinale       | Barcellona - Juventus     | 3-1       |
| Semifinale       | Juventus - Barcellona     | 1-0       |

### Coppa UEFA / UEFA Europa League

#### 1971-1972
| Turno            | Partita                  | Risultato |
| ---------------- | ------------------------ | --------- |
| Primo turno      | Marsa - Juventus         | 0-6       |
| Primo turno      | Juventus - Marsa         | 5-0       |
| Secondo turno    | Juventus - Aberdeen      | 2-0       |
| Secondo turno    | Aberdeen - Juventus      | 1-1       |
| Terzo turno      | Rapid Vienna - Juventus  | 0-1       |
| Terzo turno      | Juventus - Rapid Vienna  | 4-1       |
| Quarti di finale | Juventus - Wolverhampton | 1-1       |
| Quarti di finale | Wolverhampton - Juventus | 2-1       |

#### 1974-1975
| Turno            | Partita                         | Risultato |
| ---------------- | ------------------------------- | --------- |
| Primo turno      | Vorwärts Francoforte - Juventus | 2-1       |
| Primo turno      | Juventus - Vorwärts Francoforte | 3-0       |
| Secondo turno    | Hibernian - Juventus            | 2-4       |
| Secondo turno    | Juventus - Hibernian            | 4-0       |
| Terzo turno      | Juventus - Ajax                 | 1-0       |
| Terzo turno      | Ajax - Juventus                 | 2-1       |
| Quarti di finale | Juventus - Amburgo              | 2-0       |
| Quarti di finale | Amburgo - Juventus              | 0-0       |
| Semifinale       | Twente - Juventus               | 3-1       |
| Semifinale       | Juventus - Twente               | 0-1       |

#### 1976-1977

Una formazione della Juventus 1976-77, vincitrice della Coppa UEFA

| Turno            | Partita                    | Risultato |
| ---------------- | -------------------------- | --------- |
| Primo turno      | Manchester City - Juventus | 1-0       |
| Primo turno      | Juventus - Manchester City | 2-0       |
| Secondo turno    | Manchester Utd - Juventus  | 1-0       |
| Secondo turno    | Juventus - Manchester Utd  | 3-0       |
| Terzo turno      | Juventus - Šachtar         | 3-0       |
| Terzo turno      | Šachtar - Juventus         | 1-0       |
| Quarti di finale | Magdeburgo - Juventus      | 1-3       |
| Quarti di finale | Juventus - Magdeburgo      | 1-0       |
| Semifinale       | Juventus - AEK Atene       | 4-1       |
| Semifinale       | AEK Atene - Juventus       | 0-1       |
| Finale           | Juventus - Athletic Bilbao | 1-0       |
| Finale           | Athletic Bilbao - Juventus | 2-1       |

#### 1980-1981
| Turno         | Partita                  | Risultato     |
| ------------- | ------------------------ | ------------- |
| Primo turno   | Juventus - Panathīnaïkos | 4-0           |
| Primo turno   | Panathīnaïkos - Juventus | 4-2           |
| Secondo turno | Widzew Łódź - Juventus   | 3-1           |
| Secondo turno | Juventus - Widzew Łódź   | 3-1 (1-4 dcr) |

#### 1987-1988
| Turno         | Partita                  | Risultato |
| ------------- | ------------------------ | --------- |
| Primo turno   | Valletta - Juventus      | 0-4       |
| Primo turno   | Juventus - Valletta      | 3-0       |
| Secondo turno | Panathīnaïkos - Juventus | 1-0       |
| Secondo turno | Juventus - Panathīnaïkos | 3-2       |

#### 1988-1989
| Turno            | Partita                    | Risultato |
| ---------------- | -------------------------- | --------- |
| Primo turno      | Oțelul Galați - Juventus   | 1-0       |
| Primo turno      | Juventus - Oțelul Galați   | 5-0       |
| Secondo turno    | Juventus - Athletic Bilbao | 5-1       |
| Secondo turno    | Athletic Bilbao - Juventus | 3-2       |
| Terzo turno      | RFC Liegi - Juventus       | 0-1       |
| Terzo turno      | Juventus - RFC Liegi       | 1-0       |
| Quarti di finale | Juventus - Napoli          | 2-0       |
| Quarti di finale | Napoli - Juventus          | 3-0 (dts) |

#### 1989-1990

La formazione della Juventus 1989-90 vincitrice della Coppa UEFA

| Turno            | Partita                        | Risultato |
| ---------------- | ------------------------------ | --------- |
| Primo turno      | Górnik Zabrze - Juventus       | 0-1       |
| Primo turno      | Juventus - Górnik Zabrze       | 4-2       |
| Secondo turno    | Paris Saint-Germain - Juventus | 0-1       |
| Secondo turno    | Juventus - Paris Saint-Germain | 2-1       |
| Terzo turno      | Juventus - Karl-Marx-Stadt     | 2-1       |
| Terzo turno      | Karl-Marx-Stadt - Juventus     | 0-1       |
| Quarti di finale | Amburgo - Juventus             | 0-2       |
| Quarti di finale | Juventus - Amburgo             | 1-2       |
| Semifinale       | Juventus - Colonia             | 3-2       |
| Semifinale       | Colonia - Juventus             | 0-0       |
| Finale           | Juventus - Fiorentina          | 3-1       |
| Finale           | Fiorentina - Juventus          | 0-0       |

#### 1992-1993

La formazione della Juventus 1992-93 vincitrice della Coppa UEFA

| Turno            | Partita                        | Risultato |
| ---------------- | ------------------------------ | --------- |
| Primo turno      | Juventus - Anorthōsis          | 6-1       |
| Primo turno      | Anorthōsis - Juventus          | 0-4       |
| Secondo turno    | Panathīnaïkos - Juventus       | 0-1       |
| Secondo turno    | Juventus - Panathīnaïkos       | 0-0       |
| Terzo turno      | Sigma Olomouc - Juventus       | 1-2       |
| Terzo turno      | Juventus - Sigma Olomouc       | 5-0       |
| Quarti di finale | Benfica - Juventus             | 2-1       |
| Quarti di finale | Juventus - Benfica             | 3-0       |
| Semifinale       | Juventus - Paris Saint-Germain | 2-1       |
| Semifinale       | Paris Saint-Germain - Juventus | 0-1       |
| Finale           | Borussia Dortmund - Juventus   | 1-3       |
| Finale           | Juventus - Borussia Dortmund   | 3-0       |

#### 1993-1994
| Turno            | Partita                    | Risultato |
| ---------------- | -------------------------- | --------- |
| Primo turno      | Juventus - Lokomotiv Mosca | 3-0       |
| Primo turno      | Lokomotiv Mosca - Juventus | 0-1       |
| Secondo turno    | Kongsvinger - Juventus     | 1-1       |
| Secondo turno    | Juventus - Kongsvinger     | 2-0       |
| Terzo turno      | Juventus - Tenerife        | 3-0       |
| Terzo turno      | Tenerife - Juventus        | 2-1       |
| Quarti di finale | Cagliari - Juventus        | 1-0       |
| Quarti di finale | Juventus - Cagliari        | 1-2       |

#### 1994-1995

La formazione della Juventus 1994-95 finalista in Coppa UEFA

| Turno            | Partita                          | Risultato |
| ---------------- | -------------------------------- | --------- |
| Primo turno      | CSKA Sofia - Juventus            | 0-3       |
| Primo turno      | Juventus - CSKA Sofia            | 5-1       |
| Secondo turno    | Marítimo - Juventus              | 0-1       |
| Secondo turno    | Juventus - Marítimo              | 2-1       |
| Terzo turno      | Admira/Wacker - Juventus         | 1-3       |
| Terzo turno      | Juventus - Admira/Wacker         | 2-1       |
| Quarti di finale | Eintracht Francoforte - Juventus | 1-1       |
| Quarti di finale | Juventus - Eintracht Francoforte | 3-0       |
| Semifinale       | Juventus - Borussia Dortmund     | 2-2       |
| Semifinale       | Borussia Dortmund - Juventus     | 1-2       |
| Finale           | Parma - Juventus                 | 1-0       |
| Finale           | Juventus - Parma                 | 1-1       |

#### 1999-2000
| Turno         | Partita                 | Risultato |
| ------------- | ----------------------- | --------- |
| Primo turno   | Omonia - Juventus       | 2-5       |
| Primo turno   | Juventus - Omonia       | 5-0       |
| Secondo turno | Levski Sofia - Juventus | 1-3       |
| Secondo turno | Juventus - Levski Sofia | 1-1       |
| Terzo turno   | Olympiacos - Juventus   | 1-3       |
| Terzo turno   | Juventus - Olympiacos   | 1-2       |
| Quarto turno  | Juventus - Celta Vigo   | 1-0       |
| Quarto turno  | Celta Vigo - Juventus   | 4-0       |

#### 2009-2010
| Turno                | Partita           | Risultato |
| -------------------- | ----------------- | --------- |
| Sedicesimi di finale | Ajax - Juventus   | 1-2       |
| Sedicesimi di finale | Juventus - Ajax   | 0-0       |
| Ottavi di finale     | Juventus - Fulham | 3-1       |
| Ottavi di finale     | Fulham - Juventus | 4-1       |

#### 2010-2011
| Turno                   | Partita                    | Risultato |
| ----------------------- | -------------------------- | --------- |
| Terzo turno preliminare | Shamrock Rovers - Juventus | 0-2       |
| Terzo turno preliminare | Juventus - Shamrock Rovers | 1-0       |
| Play-off                | Sturm Graz - Juventus      | 1-2       |
| Play-off                | Juventus - Sturm Graz      | 1-0       |
| Fase a gironi           | Juventus - Lech Poznań     | 3-3       |
| Fase a gironi           | Manchester City - Juventus | 1-1       |
| Fase a gironi           | Salisburgo - Juventus      | 1-1       |
| Fase a gironi           | Juventus - Salisburgo      | 0-0       |
| Fase a gironi           | Lech Poznań - Juventus     | 1-1       |
| Fase a gironi           | Juventus - Manchester City | 1-1       |

#### 2013-2014
| Turno                | Partita                    | Risultato |
| -------------------- | -------------------------- | --------- |
| Sedicesimi di finale | Juventus - Trabzonspor     | 2-0       |
| Sedicesimi di finale | Trabzonspor - Juventus     | 0-2       |
| Ottavi di finale     | Juventus - Fiorentina      | 1-1       |
| Ottavi di finale     | Fiorentina - Juventus      | 0-1       |
| Quarti di finale     | Olympique Lione - Juventus | 0-1       |
| Quarti di finale     | Juventus - Olympique Lione | 2-1       |
| Semifinale           | Benfica - Juventus         | 2-1       |
| Semifinale           | Juventus - Benfica         | 0-0       |

#### 2022-2023
| Turno            | Partita                     | Risultato |
| ---------------- | --------------------------- | --------- |
| Spareggi         | Juventus - Nantes           | 1-1       |
| Spareggi         | Nantes - Juventus           | 0-3       |
| Ottavi di finale | Juventus - Friburgo         | 1-0       |
| Ottavi di finale | Friburgo - Juventus         | 0-2       |
| Quarti di finale | Juventus - Sporting Lisbona | 1-0       |
| Quarti di finale | Sporting Lisbona - Juventus | 1-1       |
| Semifinale       | Juventus - Siviglia         | 1-1       |
| Semifinale       | Siviglia - Juventus         | 2-1 (dts) |

### Coppa Intertoto UEFA

#### 1999

Una formazione della Juventus 1999-2000, vincitrice della Coppa Intertoto UEFA

| Turno       | Partita             | Risultato |
| ----------- | ------------------- | --------- |
| Terzo turno | Ceahlăul - Juventus | 1-1       |
| Terzo turno | Juventus - Ceahlăul | 0-0       |
| Semifinale  | Rostov - Juventus   | 0-4       |
| Semifinale  | Juventus - Rostov   | 5-1       |
| Finale      | Juventus - Rennes   | 2-0       |
| Finale      | Rennes - Juventus   | 2-2       |

### Supercoppa UEFA

#### 1984
| Turno  | Partita              | Risultato |
| ------ | -------------------- | --------- |
| Finale | Juventus - Liverpool | 2-0       |

#### 1996
| Turno  | Partita                        | Risultato |
| ------ | ------------------------------ | --------- |
| Finale | Paris Saint-Germain - Juventus | 1-6       |
| Finale | Juventus - Paris Saint-Germain | 3-1       |

### Coppa Intercontinentale

#### 1973
| Turno  | Partita                  | Risultato |
| ------ | ------------------------ | --------- |
| Finale | Juventus - Independiente | 0-1       |

#### 1985

La rosa della Juventus 1985-86, vincitrice della Coppa Intercontinentale

| Turno  | Partita                       | Risultato     |
| ------ | ----------------------------- | ------------- |
| Finale | Juventus - Argentinos Juniors | 2-2 (4-2 dtr) |

#### 1996
| Turno  | Partita                | Risultato |
| ------ | ---------------------- | --------- |
| Finale | Juventus - River Plate | 1-0       |

### Coppa del mondo per club FIFA

#### 2025
| Turno            | Partita                     | Risultato |
| ---------------- | --------------------------- | --------- |
| Fase a gironi    | Al-Ain - Juventus           | 0-5       |
| Fase a gironi    | Juventus - Wydad Casablanca | 4-1       |
| Fase a gironi    | Juventus - Manchester City  | 2-5       |
| Ottavi di finale | Real Madrid - Juventus      | 1-0       |

## Altre competizioni

### Coppa Anglo-Italiana

#### 1970
| Turno         | Partita                   | Risultato |
| ------------- | ------------------------- | --------- |
| Fase a gironi | Swindon Town - Juventus   | 4-0       |
| Fase a gironi | Sheffield Weds - Juventus | 0-0       |
| Fase a gironi | Juventus - Swindon Town   | 0-1       |
| Fase a gironi | Juventus - Sheffield Weds | 2-0       |

### Coppa dell'Amicizia

#### 1959
| Turno       | Partita                | Risultato |
| ----------- | ---------------------- | --------- |
| Turno unico | Stade Reims - Juventus | 3-4       |
| Turno unico | Juventus - Stade Reims | 5-2       |

#### 1960
| Turno       | Partita                | Risultato |
| ----------- | ---------------------- | --------- |
| Turno unico | Stade Reims - Juventus | 4-4       |
| Turno unico | Juventus - Stade Reims | 2-1       |

#### 1963-1965
| Turno  | Partita                | Risultato |
| ------ | ---------------------- | --------- |
| Finale | Juventus - Real Madrid | 1-3       |
| Finale | Real Madrid - Juventus | 0-2       |

### Coppa delle Alpi

#### 1963

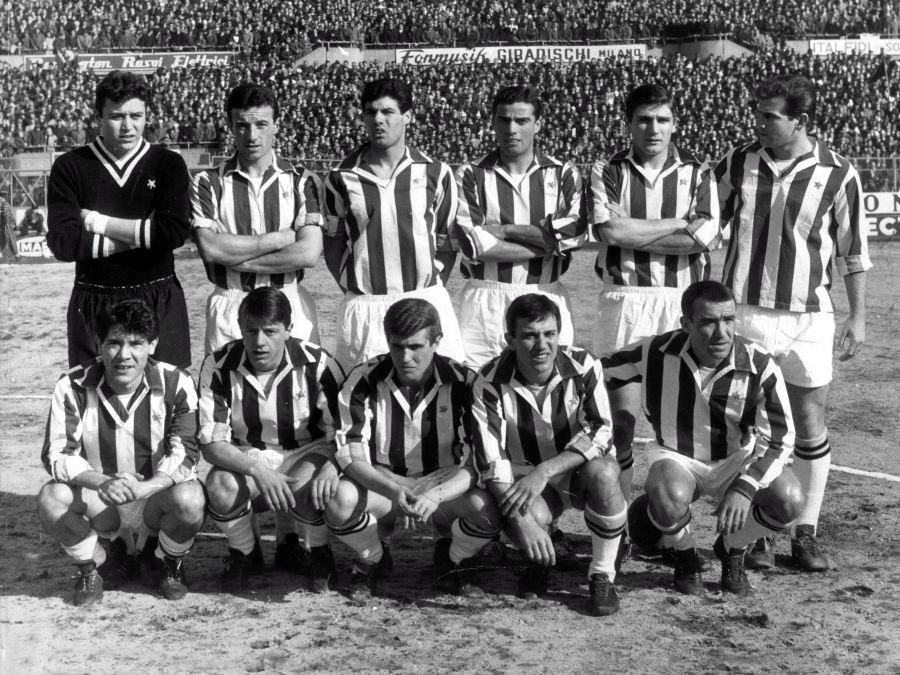
Una formazione della Juventus 1962-63, vincitrice della Coppa delle Alpi

| Turno         | Partita                 | Risultato |
| ------------- | ----------------------- | --------- |
| Fase a gironi | Basilea - Juventus      | 1-5       |
| Fase a gironi | Juventus - Roma         | 2-0       |
| Fase a gironi | Grasshoppers - Juventus | 3-5       |
| Finale        | Juventus - Atalanta     | 3-2       |

#### 1966
| Turno            | Partita                    | Risultato  |
| ---------------- | -------------------------- | ---------- |
| Prima giornata   | Juventus - Young Boys      | 2-0        |
| Seconda giornata | Juventus - Servette        | 3-1        |
| Terza giornata   | Juventus - Basilea         | 2-1        |
| Quarta giornata  | Lucerna/ Zurigo - Juventus | 3-0 (tav.) |

#### 1968
| Turno         | Partita                          | Risultato |
| ------------- | -------------------------------- | --------- |
| Fase a gironi | Cagliari - Juventus              | 1-0       |
| Fase a gironi | Schalke 04 - Juventus            | 3-1       |
| Fase a gironi | Eintracht Francoforte - Juventus | 2-1       |
| Fase a gironi | Young Boys - Juventus            | 3-1       |
| Fase a gironi | Lucerna - Juventus               | 2-3       |

### Coppa delle Fiere

#### 1963-1964
| Turno            | Partita                    | Risultato |
| ---------------- | -------------------------- | --------- |
| Primo turno      | Juventus - OFK Belgrado    | 2-1       |
| Primo turno      | OFK Belgrado - Juventus    | 2-1       |
| Primo turno      | Juventus - OFK Belgrado    | 1-0       |
| Secondo turno    | Juventus - Atlético Madrid | 1-0       |
| Secondo turno    | Atlético Madrid - Juventus | 1-2       |
| Quarti di finale | Real Saragozza - Juventus  | 3-2       |
| Quarti di finale | Juventus - Real Saragozza  | 0-0       |

#### 1964-1965

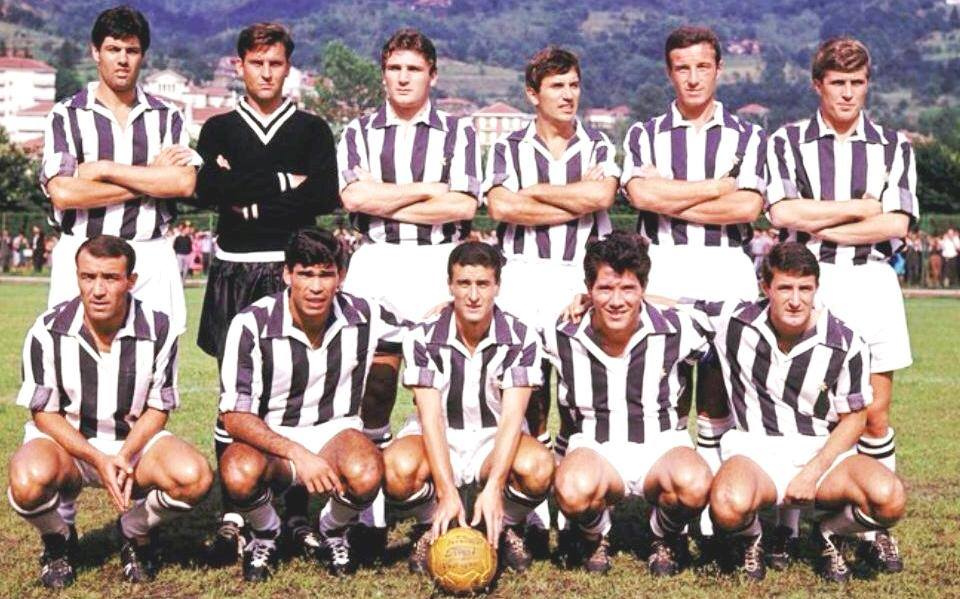
Una formazione della Juventus 1964-65, finalista in Coppa delle Fiere

| Turno         | Partita                         | Risultato |
| ------------- | ------------------------------- | --------- |
| Primo turno   | Union Saint-Gilloise - Juventus | 0-1       |
| Primo turno   | Juventus - Union Saint-Gilloise | 1-0       |
| Secondo turno | Stade Français - Juventus       | 0-0       |
| Secondo turno | Juventus - Stade Français       | 1-0       |
| Terzo turno   | Juventus - Lokomotiv Plovdiv    | 1-1       |
| Terzo turno   | Lokomotiv Plovdiv - Juventus    | 1-1       |
| Terzo turno   | Juventus - Lokomotiv Plovdiv    | 2-1       |
| Semifinale    | Atlético Madrid - Juventus      | 3-1       |
| Semifinale    | Juventus - Atlético Madrid      | 3-1       |
| Semifinale    | Atlético Madrid - Juventus      | 1-3       |
| Finale        | Ferencváros - Juventus          | 1-0       |

#### 1966-1967
| Turno            | Partita                    | Risultato |
| ---------------- | -------------------------- | --------- |
| Primo turno      | Arīs Salonicco - Juventus  | 0-2       |
| Primo turno      | Juventus - Arīs Salonicco  | 5-0       |
| Secondo turno    | Juventus - Vitória Setúbal | 3-1       |
| Secondo turno    | Vitória Setúbal - Juventus | 0-2       |
| Terzo turno      | Juventus - Dundee Utd      | 3-0       |
| Terzo turno      | Dundee Utd - Juventus      | 1-0       |
| Quarti di finale | Juventus - Dinamo Zagabria | 2-2       |
| Quarti di finale | Dinamo Zagabria - Juventus | 3-0       |

#### 1968-1969
| Turno         | Partita                          | Risultato |
| ------------- | -------------------------------- | --------- |
| Primo turno   | Losanna - Juventus               | 0-2       |
| Primo turno   | Juventus - Losanna               | 2-0       |
| Secondo turno | Juventus - Eintracht Francoforte | 0-0       |
| Secondo turno | Eintracht Francoforte - Juventus | 1-0 (dts) |

#### 1969-1970
| Turno         | Partita                      | Risultato |
| ------------- | ---------------------------- | --------- |
| Primo turno   | Juventus - Lokomotiv Plovdiv | 3-1       |
| Primo turno   | Lokomotiv Plovdiv - Juventus | 1-2       |
| Secondo turno | Hertha Berlino - Juventus    | 3-1       |
| Secondo turno | Juventus - Hertha Berlino    | 0-0       |

#### 1970-1971

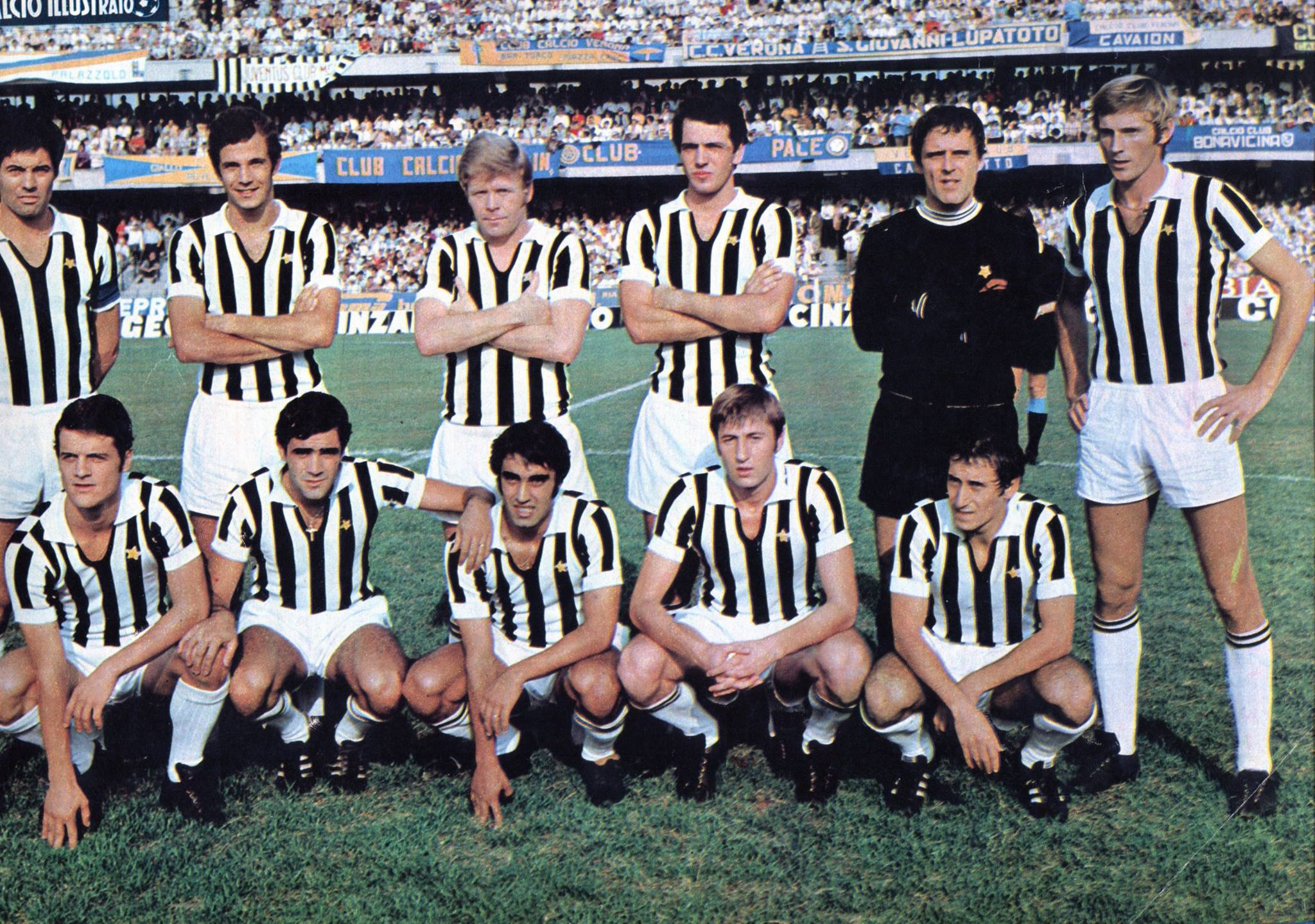
Una formazione della Juventus 1970-71, finalista in Coppa delle Fiere

| Turno            | Partita               | Risultato |
| ---------------- | --------------------- | --------- |
| Primo turno      | Juventus - Rumelange  | 7-0       |
| Primo turno      | Rumelange - Juventus  | 0-4       |
| Secondo turno    | Barcellona - Juventus | 1-2       |
| Secondo turno    | Juventus - Barcellona | 2-1       |
| Terzo turno      | Pécs - Juventus       | 0-1       |
| Terzo turno      | Juventus - Pécs       | 2-0       |
| Quarti di finale | Juventus - Twente     | 2-0       |
| Quarti di finale | Twente - Juventus     | 2-2 (dts) |
| Semifinale       | Colonia - Juventus    | 1-1       |
| Semifinale       | Juventus - Colonia    | 2-0       |
| Finale           | Juventus - Leeds Utd  | 2-2       |
| Finale           | Leeds Utd - Juventus  | 1-1       |

### Coppa Latina

#### 1952

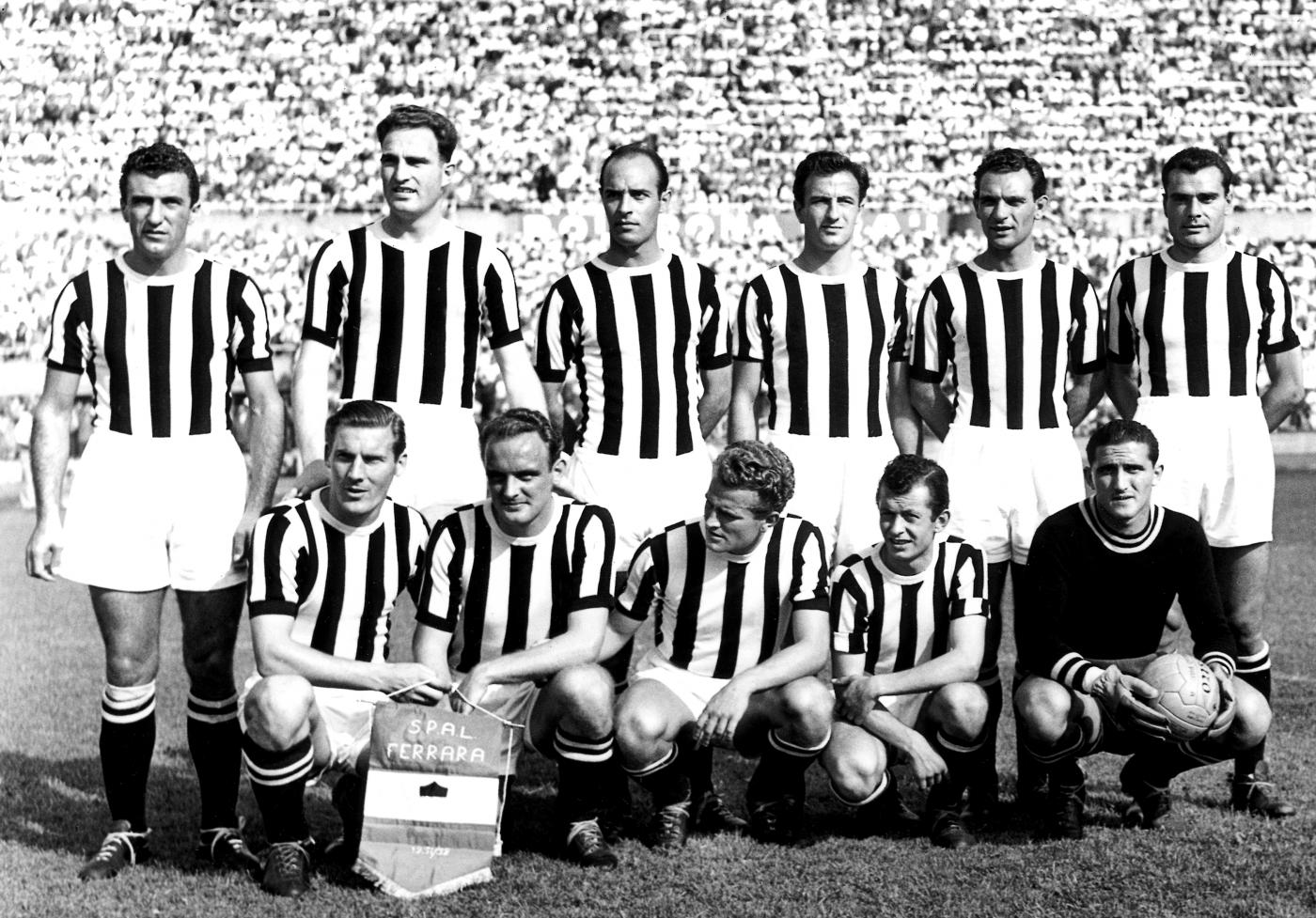
Una formazione della Juventus 1951-52, terza classificata in Coppa Latina

| Turno           | Partita                     | Risultato |
| --------------- | --------------------------- | --------- |
| Semifinale      | Barcellona - Juventus       | 4-2       |
| Finale 3º posto | Juventus - Sporting Lisbona | 3-2       |

### Coppa Mitropa

#### 1929
| Turno            | Partita                 | Risultato |
| ---------------- | ----------------------- | --------- |
| Quarti di finale | Juventus - Slavia Praga | 1-0       |
| Quarti di finale | Slavia Praga - Juventus | 3-0       |

#### 1931
| Turno            | Partita                 | Risultato |
| ---------------- | ----------------------- | --------- |
| Quarti di finale | Juventus - Sparta Praga | 2-1       |
| Quarti di finale | Sparta Praga - Juventus | 1-0       |
| Quarti di finale | Sparta Praga - Juventus | 3-2       |

#### 1932
| Turno            | Partita                 | Risultato |
| ---------------- | ----------------------- | --------- |
| Quarti di finale | Juventus - Ferencváros  | 4-0       |
| Quarti di finale | Ferencváros - Juventus  | 3-3       |
| Semifinale       | Slavia Praga - Juventus | 4-0       |
| Semifinale       | Juventus - Slavia Praga | 2-0       |

#### 1933
| Turno            | Partita                   | Risultato |
| ---------------- | ------------------------- | --------- |
| Quarti di finale | Újpest - Juventus         | 2-4       |
| Quarti di finale | Juventus - Újpest         | 6-2       |
| Semifinale       | Austria Vienna - Juventus | 3-0       |
| Semifinale       | Juventus - Austria Vienna | 1-1       |

#### 1934
| Turno            | Partita                  | Risultato |
| ---------------- | ------------------------ | --------- |
| Ottavi di finale | Juventus - Teplitzer     | 4-2       |
| Ottavi di finale | Teplitzer - Juventus     | 0-1       |
| Quarti di finale | Újpest - Juventus        | 1-3       |
| Quarti di finale | Juventus - Újpest        | 1-1       |
| Semifinale       | Admira Vienna - Juventus | 3-1       |
| Semifinale       | Juventus - Admira Vienna | 2-1       |

#### 1935
| Turno            | Partita                   | Risultato |
| ---------------- | ------------------------- | --------- |
| Ottavi di finale | Viktoria Plzeň - Juventus | 3-3       |
| Ottavi di finale | Juventus - Viktoria Plzeň | 5-1       |
| Quarti di finale | MTK Budapest - Juventus   | 1-3       |
| Quarti di finale | Juventus - MTK Budapest   | 1-1       |
| Semifinale       | Sparta Praga - Juventus   | 2-0       |
| Semifinale       | Juventus - Sparta Praga   | 3-1       |
| Semifinale       | Sparta Praga - Juventus   | 5-1       |

#### 1938
| Turno            | Partita                 | Risultato |
| ---------------- | ----------------------- | --------- |
| Ottavi di finale | MTK Budapest - Juventus | 3-3       |
| Ottavi di finale | Juventus - MTK Budapest | 6-1       |
| Quarti di finale | Juventus - Kladno       | 4-2       |
| Quarti di finale | Kladno - Juventus       | 1-2       |
| Semifinale       | Juventus - Ferencváros  | 3-2       |
| Semifinale       | Ferencváros - Juventus  | 2-0       |

#### 1962
| Turno         | Partita                    | Risultato |
| ------------- | -------------------------- | --------- |
| Fase a gironi | Juventus - Dinamo Zagabria | 4-1       |
| Fase a gironi | Dinamo Zagabria - Juventus | 2-1       |
| Fase a gironi | Juventus - Hradec Králové  | 3-2       |
| Fase a gironi | Hradec Králové - Juventus  | 2-0       |
| Fase a gironi | Juventus - Ferencváros     | 1-0       |
| Fase a gironi | Ferencváros - Juventus     | 1-1       |

### Torneo Internazionale dei Club Campioni

#### 1951

Una formazione della Juventus 1950-51, finalista nel Torneo Internazionale dei Club Campioni

| Turno         | Partita                   | Risultato |
| ------------- | ------------------------- | --------- |
| Fase a gironi | Juventus - Stella Rossa   | 3-2       |
| Fase a gironi | Nizza - Juventus          | 2-3       |
| Fase a gironi | Palmeiras - Juventus      | 0-4       |
| Semifinale    | Austria Vienna - Juventus | 3-3       |
| Semifinale    | Juventus - Austria Vienna | 3-1       |
| Finale        | Palmeiras - Juventus      | 1-0       |
| Finale        | Juventus - Palmeiras      | 2-2       |

## Partite disputate per nazione
Dati aggiornati al 16 marzo 2022.
 G = partite giocate; V = vittorie; N = pareggi; P = sconfitte; GF = Goal segnati; GS = Goal subiti 
| Nazione          | G   | V   | N   | P   | GF   | GS  | Squadre affrontate in competizioni UEFA o FIFA | In altre competizioni                                                              |
| ---------------- | --- | --- | --- | --- | ---- | --- | --- | ---------------------------------------------------------------------------------- |
| Argentina        | 3   | 1   | 1   | 1   | 3    | 3   | Argentinos Juniors - Independiente - River Plate |                                                                                    |
| Austria          | 26  | 15  | 6   | 5   | 51   | 35  | Admira/Wacker - Austria Vienna - Rapid Vienna - Salisburgo - Sturm Graz - Wiener SC | Admira Vienna - Austria Vienna                                                     |
| Belgio           | 14  | 10  | 2   | 2   | 19   | 9   | Anderlecht - Club Bruges - RFC Liegi - Standard Liegi | Union Saint-Gilloise                                                               |
| Bielorussia      | 2   | 0   | 2   | 0   | 2    | 2   | BATĖ Borisov |                                                                                    |
| Brasile          | 3   | 1   | 1   | 1   | 6    | 3   | | Palmeiras                                                                          |
| Bulgaria         | 17  | 11  | 3   | 3   | 38   | 16  | Beroe - CSKA Sofia - Levski Sofia - Sliven | Lokomotiv Plovdiv                                                                  |
| Cipro            | 6   | 6   | 0   | 0   | 25   | 3   | Anorthōsis - Omonia |                                                                                    |
| Croazia          | 10  | 5   | 2   | 3   | 20   | 11  | Dinamo Zagabria - Rijeka | Dinamo Zagabria                                                                    |
| Danimarca        | 6   | 3   | 3   | 0   | 16   | 7   | Copenaghen - Hvidovre - Nordsjælland |                                                                                    |
| Finlandia        | 4   | 4   | 0   | 0   | 8    | 1   | Haka - Tampere Utd |                                                                                    |
| Francia          | 37  | 23  | 8   | 6   | 69   | 38  | Bordeaux - Monaco - Nantes-Atlantique - Olympique Lione - Lilla - Olympique Marsiglia - Paris Saint-Germain - Rennes | Nizza - Stade Français - Stade Reims                                               |
| Germania         | 61  | 28  | 13  | 20  | 90   | 74  | Amburgo - Bayer Leverkusen - Bayern Monaco - Borussia Dortmund - Borussia M'gladbach - Colonia - Dinamo Dresda - Eintracht Braunschweig - Eintracht Francoforte - Friburgo - Karl-Marx-Stadt - Magdeburgo - Stoccarda - RB Lipsia - Vorwärts Francoforte - Werder Brema | Colonia - Eintracht Francoforte - Hertha Berlino - Schalke 04                      |
| Grecia           | 26  | 17  | 4   | 5   | 53   | 23  | AEK Atene - Olympiacos - Panathīnaïkos | Arīs Salonicco                                                                     |
| Inghilterra      | 56  | 22  | 15  | 19  | 65   | 64  | Arsenal - Aston Villa - Chelsea - Derby County - Fulham - Liverpool - Manchester City - Manchester Utd - Newcastle Utd - Tottenham - Wolverhampton | Leeds Utd - Sheffield Weds - Swindon Town                                          |
| Irlanda          | 2   | 2   | 0   | 0   | 3    | 0   | Shamrock Rovers |                                                                                    |
| Islanda          | 2   | 2   | 0   | 0   | 11   | 0   | Valur |                                                                                    |
| Israele          | 4   | 3   | 1   | 0   | 4    | 1   | Maccabi Haifa - Maccabi Tel Aviv |                                                                                    |
| Italia           | 16  | 6   | 5   | 5   | 16   | 13  | Cagliari - Fiorentina - Milan - Napoli - Parma - Verona | Atalanta - Cagliari - Roma                                                         |
| Lussemburgo      | 4   | 4   | 0   | 0   | 20   | 1   | Jeunesse Esch | Rumelange                                                                          |
| Malta            | 4   | 4   | 0   | 0   | 18   | 0   | Marsa - Valletta |                                                                                    |
| Irlanda del Nord | 2   | 2   | 0   | 0   | 6    | 0   | Glentoran |                                                                                    |
| Norvegia         | 8   | 4   | 4   | 0   | 11   | 4   | Kongsvinger - Rosenborg |                                                                                    |
| Paesi Bassi      | 22  | 10  | 7   | 5   | 31   | 22  | Ajax - Feyenoord - PSV - Twente | Twente                                                                             |
| Polonia          | 10  | 6   | 3   | 1   | 27   | 14  | Górnik Zabrze - Lechia Danzica - Lech Poznań - Widzew Łódź |                                                                                    |
| Portogallo       | 20  | 12  | 3   | 5   | 31   | 19  | Benfica - Marítimo - Porto - Sporting Lisbona | Sporting Lisbona - Vitória Setúbal                                                 |
| Rep. Ceca        | 40  | 23  | 2   | 15  | 67   | 68  | Sigma Olomouc - Sparta Praga | Hradec Králové - Kladno - Slavia Praga - Sparta Praga - Teplitzer - Viktoria Plzeň |
| Romania          | 8   | 3   | 4   | 1   | 10   | 2   | Ceahlăul - Oțelul Galați - Rapid Bucarest - Steaua Bucarest |                                                                                    |
| Russia           | 10  | 9   | 1   | 0   | 19   | 6   | Lokomotiv Mosca - Rostov - Zenit San Pietroburgo |                                                                                    |
| Scozia           | 16  | 11  | 1   | 4   | 36   | 14  | Aberdeen - Celtic - Hibernian - Rangers | Dundee Utd                                                                         |
| Serbia           | 6   | 5   | 0   | 1   | 14   | 6   | Partizan | OFK Belgrado - Stella Rossa                                                        |
| Slovacchia       | 4   | 3   | 1   | 0   | 9    | 3   | VSS Košice - Petržalka |                                                                                    |
| Spagna           | 80  | 33  | 18  | 29  | 101  | 92  | Athletic Bilbao - Atlético Madrid - Barcellona - Celta Vigo - Deportivo La Coruña - Real Madrid - Real Sociedad - Siviglia - Tenerife - Valencia - Villarreal | Atlético Madrid - Barcellona - Real Madrid - Real Saragozza                        |
| Svezia           | 6   | 5   | 1   | 0   | 14   | 3   | Djurgården - Malmö FF |                                                                                    |
| Svizzera         | 16  | 12  | 0   | 4   | 40   | 20  | Basilea - Grasshoppers - Young Boys | Basilea - Grasshoppers - Losanna - Lucerna - Servette - Young Boys                 |
| Turchia          | 10  | 5   | 3   | 2   | 14   | 9   | Fenerbahçe - Galatasaray - Trabzonspor |                                                                                    |
| Ucraina          | 10  | 7   | 2   | 1   | 22   | 5   | Dinamo Kiev - Šachtar |                                                                                    |
| Ungheria         | 37  | 21  | 12  | 4   | 92   | 47  | Ferencváros - Rába ETO - Újpest | Ferencváros - MTK Budapest - Pécs - Újpest                                         |
| Totale           | 606 | 321 | 126 | 143 | 1078 | 635 | 128 squadre | 47 squadre                                                                         |